# Појана Негусторулуј (Бакау)
Појана Негусторулуј (рум. Poiana Negustorului) насеље је у Румунији у округу Бакау у општини Блађешти. Oпштина се налази на надморској висини од 314 m.

## Становништво
Према подацима из 2002. године у насељу је живело 680 становника, од којих су сви румунске националности.